# E.T. Adventure
E.T. Adventure est une attraction de type parcours scénique située à Universal Studios Florida, et anciennement à Universal Studios Hollywood et Universal Studios Japan, inspirée par le film E.T. l'extra-terrestre.

## Historique
E.T. Adventure a ouvert pour la première fois à Universal Studios Florida en 1990. Une année plus tard, l'attraction a ouvert à Universal Studios Hollywood. En 2001, elle a ouvert à Universal Studios Japan. Le 14 mars 2003, la version d'Hollywood a fermé et a été remplacée par Revenge of the Mummy. Plus récemment, le 10 mai 2009, la version japonaise a fermé et a été remplacée par Space Fantasy: The Ride.

## Description

### Pré-show
Steven Spielberg apparaît sur un écran de télévision et dit que le professeur d'E.T., Botanicus, a besoin qu'E.T. revienne sur sa planète, "The Green Planet" (la planète verte), parce qu'elle est en train de mourir. Seule la force magique d'E.T. peut sauver la planète, et les visiteurs vont l'aider à rentrer chez lui. Il dit aussi aux visiteurs qu'ils feront le voyage à vélo, et qu'ils ont besoin d'un "Passeport interplanétaire". Ensuite, ils entrent dans une deuxième pièce où ils donnent leur nom à un des "Assistants de Spielberg", qui est programmé dans une carte qui sera utilisée plus tard. Des gens qui ont déjà fait l'attraction donnent parfois un faux nom pour voir comment E.T. le dit à la fin.

### Parcours
Chaque visiteur s'assied sur un vélo, et une barre de protection descend. E.T. est assis sur le vélo au milieu du premier rang. Les vélos passent devant les agents de police et de la NASA, qui essaient d'arrêter les passagers. Une voiture de police surgit devant eux et juste avant la collision, les vélos s'envolent au-dessus de la ville et vont dans l'espace. Les visiteurs peuvent voir une ville miniature, avec des voitures qui bougent et un stade de football. Les vélos sont ensuite transportés vers une sorte de portail avec des lumières qui clignotent, et arrivent à la Planète verte. Ensuite, les visiteurs rencontrent Botanicus, qui leur demande de sauver les amis d'E.T.  La magie d'E.T. se propage dans la planète, ce qui ranime ses amis et une fête commence avec des bébés E.T. Cette partie du parcours dure environ trois minutes, et elle est lumineuse et colorée, ce qui contraste avec le début, qui était sombre et effrayant. À la fin, les passagers passent vers un E.T. en animatronique qui les remercie en leur disant le nom qu'ils ont donné au début.